# Министерство образования Туркменистана
Министерство образования Туркменистана (туркм. Türkmenistanyň Bilim Ministirligi) — является центральным исполнительным органом в составе Правительства Туркменистана, осуществляющим руководство и в пределах, предусмотренных законодательством, межотраслевую координацию в сферах образования, науки, защиты прав детей и молодёжной политики.

## Общая информация
Министерство образования Туркменистана было впервые учреждено в 1991 году, в год образования независимого государства. Организация подведомственно президенту Туркменистана в соответствии с законодательством страны. В Туркменистане действуют 1760 средних школ, 37 средних профессиональных школ, 64 начальных профессиональных и 23 высших учебных заведения. Среднее образование в Туркменистане осуществляется в трёхступенчатых общеобразовательных школах в течение 12 лет по следующим ступеням: 
- начальная школа (1—4 классы)
- средняя школа — основное среднее образование длительностью 5 лет (5—10 классы)
- старшая школа — общее среднее образование, осуществляемое в течение 2 лет (10—12) классы

### «Реформа» образования при Сапармурате Ниязове
В 1998—2000 годах указами Ниязова была сокращена продолжительность среднего и высшего образования в стране: 9 лет обучения в школах, всего два года в вузах (дополнительные два года занимала практика). Были ликвидированы институты повышения квалификации учителей, введён запрет на внедрение новых методов обучения.
Ниязов объявил недействительными все дипломы иностранных вузов, полученные за последние 10 лет, а также все дипломы иностранных вузов, которые были получены вне официальных государственных программ. Студенты, получившие образование за рубежом, должны были подтвердить свою квалификацию путём сдачи экзамена по профессии (а также по «Рухнаме»).
В школах прекращено преподавание основ физической культуры и трудового обучения, вместо них введено профессиональное обучение.
В 2003 году было объявлено о запрете поступать в институт сразу после школы (для поступления требуется поработать два года). Одновременно был установлен добровольный призыв в армию с 17 лет (хотя по-прежнему призывали с 18 лет).

### Реформа образования при Гурбангулы Бердымухамедове
Первым указом Бердымухамедов вернул десятилетнее образование в школы. Также президент Гурбангулы Бердымухамедов принял закон о продлении учёбы в школах с 9 до 10 лет, в вузах с 4 до 5 лет. В 2013 году было введено 12-летнее обучение в школах страны, а также были введены новые дисциплины, такие как основы экономики, экология, культурное наследие Туркменистана, мировая культура, этика, информационно-коммуникационные и инновационные технологии, моделирование и графика. C 2016 год китайский и японский языки выбрали как второй иностранный язык для изучения в школах и вузах.

## Здание Министерства
В Ашхабаде 1 апреля 2011 года было введено в строй новое здание Министерства. Оно имеет оригинальную архитектуру, своим внешним обликом напоминает гигантскую раскрытую книгу — символ знаний. В новой высотке, где на 17-ти этажах разместились все отделы министерства, будут работать более 350 человек. В кабинетах имеется всё необходимое компьютерное и офисное оборудование. Для проведения совещаний, форумов и других мероприятий предназначен конференц-зал, рассчитанный на 285 мест.

## Министры
| No | Имя                                   | Назначен   | Уволен              | Причина увольнения                |
| 1  | Байрамсахатов, Нурсахат               | 11.08.1992 | ??.05.1993          |                                   |
| 2  | Караев, Реджепдурды                   | ??.05.1993 | 02.05.1996          | переход на другую работу          |
| 3  | Абалаков, Мухаммед Ходжамухаммедович  | 02.05.1996 | 15.12.1997          |                                   |
| 4  | Оразов, Ашир                          | 15.12.1997 | 24.05.1999          | за недостатки в работе            |
| 5  | Ризаева, Абад Сахатовна               | 24.05.1999 | 16.01.2001          | за недостатки в работе            |
| 6  | Аширов, Аннакурбан                    | 16.01.2001 | 23.08.2002          |                                   |
| 7  | Сарыханов, Мамеддурды                 | 23.08.2002 | 22.04.2004          | за недостатки в работе            |
| 8  | Сапарлыев, Хыдыр Мухамметбердиевич    | 22.04.2004 | 31.10.2005          | переход на другую работу          |
| 9  | Аннаклычева, Шемшат                   | 25.01.2006 | 14.02.2007          | отставка после выборов президента |
| 10 | Сапарлыев, Хыдыр Мухамметбердиевич    | 16.02.2007 | 16.03.2007          | переход на другую работу          |
| 11 | Аннааманов, Мухаммедгельды Бяхбидович | 16.03.2007 | 03.07.2009          | за недостатки в работе            |
| 12 | Маммедова, Гульшат Сахыевна           | 03.07.2009 | 03.04.2015          | за недостатки в работе            |
| 13 | Агамурадов, Пурли Нурмамедович        | 03.04.2015 | 26.01.2018          |                                   |
| 14 | Гельдыниязов, Мамедмурад              | 26.01.2018 | 04.07.2020          | переход на другую работу          |
| 15 | Гурбанов, Оразгельды Амандурдыевич    | 04.07.2020 | действующий министр | действующий министр               |